# بنجامین بلامی
بنجامین بلامی (انگلیسی: Benjamin Bellamy; ۲۲ آوریل ۱۸۹۱ – ۲۲ دسامبر ۱۹۸۵) بازیکن کریکت، و بازیکن فوتبال اهل بریتانیا بود.
از باشگاه‌هایی که در آن بازی کرده‌است می‌توان به باشگاه فوتبال نورث‌همپتون تاون اشاره کرد.